# カッパーリバー国勢調査地域
座標: 北緯62度02分 西経143度55分 / 北緯62.033度 西経143.917度
カッパーリバー国勢調査地域（カッパーリバーこくせいちょうさちいき、英語: Copper River Census Area）は、アメリカ合衆国アラスカ州非自治郡の国勢調査地域。州東部に位置し、カナダと国境を接する。最大のコミュニティは国勢調査指定地域のグレンナレン。人口は2,617人（2020年国勢調査）で、国勢調査地域ではフーナー・アングーン国勢調査地域に次いで少ない。

## 地理
アメリカ合衆国国勢調査局によると、面積は25,163.04平方マイル (65,172.0 km2)で、そのうち陸地は24,692.42平方マイル (63,953.1 km2)、水域は470.62平方マイル (1,218.9 km2)、割合は1.87パーセントである。
旧バルディーズ・コルドバ国勢調査地域のうち、北部の山岳地帯を領域とする。海には面していない。

### 隣接する行政区画
- サウスイーストフェアバンクス国勢調査地域 - 北
- カナダ・ユーコン準州 - 東
- ヤクタト市郡 - 南東
- チュガック国勢調査地域 - 南
- マタヌスカ・スシトナ郡 - 西

## 歴史
2019年1月2日、バルディーズ・コルドバ国勢調査地域が南北に分割され、カッパーリバー国勢調査地域とチュガック国勢調査地域が誕生した。

## 住民
2020年国勢調査によると人口は2,617人で、うち白人が60パーセント、アラスカ先住民が25パーセントを占める。
| 人種 / 民族 (NH = 非ヒスパニック)               | 人口 2020 | % 2020  |
| ----------------------------------------------- | --------- | ------- |
| 白人 (NH)                                       | 1,591     | 60.79%  |
| アフリカ系アメリカ人 (NH)                       | 6         | 0.23%   |
| ネイティブ・アメリカンおよびアラスカ先住民 (NH) | 645       | 24.65%  |
| アジア系アメリカ人 (NH)                         | 17        | 0.65%   |
| 太平洋諸島系 (NH)                               | 10        | 0.38%   |
| その他の人種 (NH)                               | 15        | 0.57%   |
| 混血 (NH)                                       | 249       | 9.51%   |
| ラテン系アメリカ人（ヒスパニック）              | 84        | 3.21%   |
| 合計                                            | 2,617     | 100.00% |

## 都市
カッパーリバー国勢調査地域内に法人化された都市は無い。

### 国勢調査指定地域
- Chisana - 2020年の人口は0人
- Chistochina
- Chitina
- カッパーセンター（英語版）
- ガコナ（英語版）
- グレンナレン（英語版）
- グルカナ（英語版）
- ケニーレイク（英語版）
- マッカーシー（英語版）
- メンデルティナ（英語版）
- Mentasta Lake
- ナベスナ（英語版）
- Nelchina
- パクソン（英語版）
- シルバースプリングス（英語版）
- スラナ（英語版）
- タズリナ（英語版）
- Tolsona
- Tonsina
- Willow Creek

### 非法人コミュニティ
- カッパービル（英語版）

### ゴーストタウン
- ケネコット（英語版）